# Mesosa mima
Mesosa mima là một loài bọ cánh cứng trong họ Cerambycidae.